# Angulla
Angulla, auch Ungullee oder Angli, aber auch Angulli war ein Längenmaß in Bengalen und entsprach dem Zoll, bzw. dem Finger.
- 1 Angulla = 1/24 Hath[2] = 1,905 Zentimeter
- 1 Angulla = 3 Jorbes
- 3 Angulla = 1 Gheria